# Elke Barth
Elke Barth, po mężu Schmitz (ur. 19 października 1956 w Stolbergu) – niemiecka lekkoatletka, sprinterka. W czasie swojej kariery startowała w barwach Republiki Federalnej Niemiec.
Specjalizowała się w biegu na 400 metrów. Zajęła 5. miejsce w tej konkurencji oraz 4. miejsce w sztafecie 4 × 400 metrów na mistrzostwach Europy juniorów w 1973 w Duisburgu. Zajęła 5. miejsce w sztafecie 4 × 400 metrów na mistrzostwach Europy w 1974 w Rzymie.
Zdobyła srebrny medal w sztafecie 4 × 2 okrążenia (w składzie: Barth, Brigitte Koczelnik, Silvia Hollmann i Rita Wilden) na halowych mistrzostwach Europy w 1975 w Katowicach. 18 lipca 1975 w Durham ustanowiła rekord świata w sztafecie 4 × 440 jardów wynikiem 3:30,3 (sztafeta RFN biegła w składzie: Christiane Krause, Dagmar Jost, Erika Weinstein i Barth).
Zajęła 5. miejsca w sztafecie 4 × 400 metrów na igrzyskach olimpijskich w 1976 w Montrealu i na mistrzostwach Europy w 1978 w Pradze.
Była wicemistrzynią RFN w biegu na 400 metrów w 1974 i 1975 oraz brązową medalistką na tym dystansie w 1976. W hali była mistrzynią w biegu na 400 metrów w 1975 oraz brązową medalistką w 1976.
Dwukrotnie poprawiała rekord RFN w sztafecie 4 × 400 metrów do rezultatu 3:25,71, osiągniętego 31 lipca 1976 w Montrealu.